# Periklís Petrákis
Pour les articles homonymes, voir Petrakis.
Periklís Petrákis (grec moderne : Περικλής Πετράκης) ; Athènes, 1832 - Athènes, 1892) est un homme politique grec. Fils du maire d'Athènes Anárgyros Petrákis, il devient ministre de la Justice dans le gouvernement d'Aléxandros Koumoundoúros en novembre 1865.